# TrackMania Turbo (videojuego de 2010)
TrackMania Turbo es un videojuego de carreras desarrollado por Firebrand Games. El sucesor de TrackMania DS, fue lanzado el 24 de septiembre de 2010 en Europa por Focus Home Interactive, y el 19 de abril de 2011 en Estados Unidos por City Interactive. Fue lanzado al mismo tiempo que TrackMania: Build to Race (conocido como TrackMania en Europa) para la Wii. Recibió críticas generalmente favorables de los críticos.

## Jugabilidad
Trackmania Turbo presenta una jugabilidad similar a la de otros juegos de la serie Trackmania e incluye un completo editor de pistas. Hay 150 pistas disponibles en 4 entornos totales, incluidos Estadio, Isla, Costa y Nieve! También se incluyen tres modos de juego; "Carrera", "Rompecabezas" y "Plataforma". Los jugadores pueden jugar juntos localmente hasta 4 jugadores y pueden jugar en pistas oficiales o personalizadas a través de Nintendo Wi-Fi Connection.

## Recepción
El juego recibió una puntuación global de 77/100 en Metacritic.
Jon Blyth de Revista oficial de Nintendo del Reino Unido calificó el juego con 83/100 y elogió los tiempos de carga y la velocidad de fotogramas del juego, así como su editor de pistas. Sin embargo, criticó el menor número de pistas del juego en comparación con TrackMania: Build to Race.